# Genuaskolan
Genuaskolan, italienska ”Scuola genovese”, var en grupp av italienska så kallade sjungande författare (cantautori) som i slutet av 1960-talet syftade till att förnya den traditionella italienska sången genom att bland annat ta upp den franska sångens mönster (där texten och interpretationen spelar en särskilt viktig roll). Gruppen bildades i Genua av Gino Paoli, Umberto Bindi, Fabrizio De André, Luigi Tenco och Bruno Lauzi.